# Джентіле да Фабріано

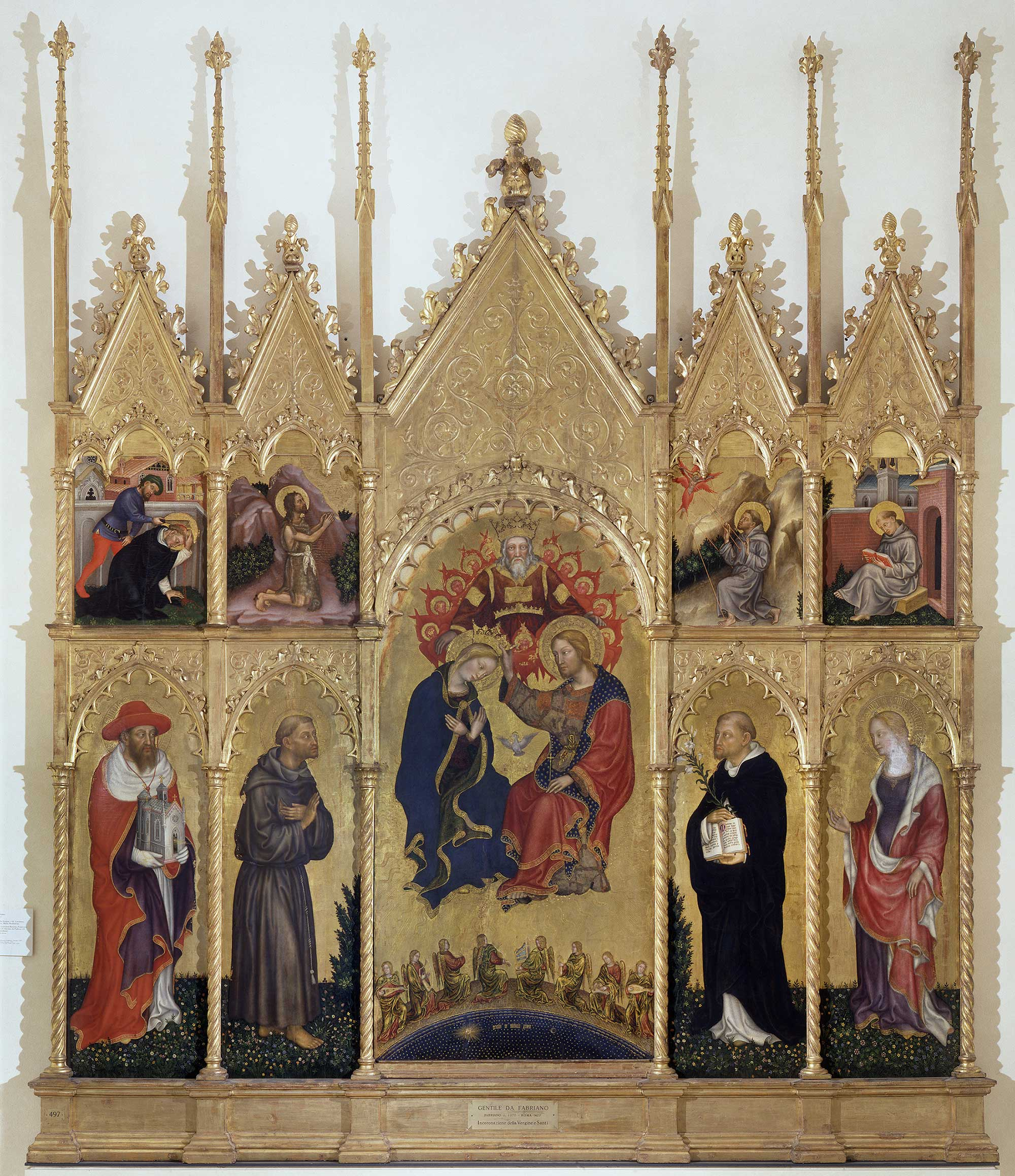
Поліптих Валле Роміта

Джентіле да Фабріано (1370, Фабріано — 1427, Рим) — італійський художник, один з визначних представників інтернаціональної готики в Італії.

## Життєпис
Народився у м.Фабріано у родині купця Ніколи ді Джованні Массі. У дитинстві залишився сиротою. Навчався у Аллегретто Нуці. Перші відомі роботи — Мадонна з немовлям та святими Франциском та К'ярою виконана для монастиря Святої К'яри в Павії в 1390—1395 роках та «Мадонна з немовлям та Святими Миколою й Катериною» для церкви Святого Миколи у Фабріано приблизно в 1395—1400 роках. Деякий час мешкає у Сієні, згодом подорожував по Марці, Романьї та Ломбардії, виконуючи численні замовленні, а також знайомлячись з місцевими школами живопису.
У 1405 році переїздить до Венеції. Тут Джентіле да Фабріано працює до 1411 року, коли перебирається до Фоліньйо, де виконує замовлення місцевих церков. В подальшому веде життя мандрівного майстра, переміщуючись з одного італійського міста до іншого.
Приблизно між 1406 і 1412 роком створює свій шедевр Поліптих Валле Роміта, зараз в Пінакотеці Брера.
Так, у 1414—1418 роках виконував замовлення Пандольфо III Малатести у Брешії, у 1418—1425 роках — у Флоренції, у 1425 році — у Сієні та Орв'єто.
У 1426 році на запрошення папи римського Мартина V переїздить до Риму. Замовлення отримує головним чином від папи римського та кардиналів. Втім у вересні 1427 року раптово Джентіле да Фабріано помирає.

## Творчість
Був майстром станкового живопису. Здебільшого використовував темперу. Особливістю робіт да Фабріано є жвавість композиції, ретельно розроблений тонкий малюнок, шляхетність та емоційність фігур, яскравість кольорів, вміння відображати почуття героїв фресок.
Вибрані твори
- Мадонна з немовлям та святими Франциском та К'ярою, 1390—1395 р. Пінакотека Маласпіна, Павія

- «Мадонна з немовлям та Святими Миколою й Катериною», Берлінська картинна галерея,1395 рік
- Битва венеційців з імператором Отоном III, Палац дожів, 1408—1409 роки
- Поліптих Валле Роміта, бл. 1410, Пінакотека Брера, Мілан
- Фрески палаццо Уголіно III Трічі у Фоліньйо, 1411—1412 роки
- Фрески для церкви Святого Георгія, Брешія, 1414—1418 роки
- Небесне увінчання Пресвятої Діви, Флоренція, 1420 рік,Уфіцці, Флоренція
- Поклоніння волхвів, 1423—1424 роки
- Мадонна з немовлям. Палац нотаріусів, Сієна, 1425 рік
- Мадонна з немовлям й святими. Собор в Орв'єто, 1425—1426 роки
- Життя Іоанна Хрестителя, Латеранська базиліка, Рим, 1426—1427 роки